# Luis Galván
Luis Adolfo Galván (24. února 1948, Fernández, Santiago del Estero, Argentina – 5. května 2025 Córdoba) byl argentinský fotbalista. Nastupoval většinou na postu obránce.
S argentinskou reprezentací vyhrál mistrovství světa roku 1978.. Hrál též na světovém šampionátu ve Španělsku roku 1982. V národním mužstvu působil v letech 1975–1982 a odehrál 34 utkání.
Působil v argentinské lize (Talleres Córdoba, Loma Negra Olavarria, Belgrano Córdoba, Central Norte Salta) a bolivijské lize (Bolívar La Paz).